# TupiTube
TupiTube (раніше — KTooN, Tupi 2D) — вільний застосунок із відкритим кодом для двовимірної анімації, орієнтований на художників-аматорів, дітей і підлітків. Доступний для операційних систем Windows, Mac OS X, Unix-подібних і Android. Проєкт розробляє та підтримує колумбійський стартап MaeFloresta. Поширюється на умовах ліцензії GPL-2.0 або новішої.

## Історія

### Передумови та перші версії
TupiTube розробили двоє молодих колумбійських підприємців із міста Сантьяго-де-Калі, які 2002 року очолили ініціативу KTooN разом із компаніями Toonka Films і Soluciones Kazak. Застосунок покликаний стати інструментом для заохочення молодих людей у всій Латинській Америці, зацікавлених у розвитку індустрії анімації. До створення TupiTube засновників підштовхнуло бажання створити спільноту цифрових художників.
KTooN заснувала фонд для пошуку перших інвестицій у проєкт, протягом перших років розробки такі організації, як Colciencias, Sena та інші просували ініціативу. Ця модель фінансування підтримувала проєкт на ранній стадії розробки. 2010 року команда розробників KTooN натрапила та перейняла проєкт, тепер під назвою Tupi 2D Magic, а пізніше зробила MaeFloresta розробником, який підтримує бачення попередників, не відмовляючись від наміру залишати застосунок безкоштовним, доступним і зручним для всіх охочих. Tupi 2D Magic зосереджує зусилля на тому, щоб дати користувачам можливість анімувати, ілюструвати та проєктувати, зокрема й у школі. Наприклад, у Індії застосунок використовують близько 400 000 учнів із 3 000 шкіл.

### Новини та розвиток
MaeFloresta потрібно було продовжити просування свого бренду, і Tupi 2D Magic трансформували з наміром розвивати як безкоштовний програмний засіб для двовимірної анімації, орієнтований на дітей, молодь і цифрових художників-початківців. Завдяки цьому вони змогли розширити аудиторію та залишитися на ринку.
Застосунок має на меті стати інструментом мистецької освіти в цифровому середовищі, звертаючись до академічних можливостей, які може запропонувати навчання анімації, активно використовується в заходах, де ІКТ та освітні проекти об'єднуються для створення культури, в якій технологічна освіта також є пріоритетом.
Тепер зусилля команди розробників TupiTube почали матеріалізуватися. Вони отримали різні нагороди за свої зусилля, за розміщення TupiTube і за приклад підприємництва під час буму цифрової комерції.

## Можливості
Програмне забезпечення містить багато функцій:
- Підтримка основних інструментів для векторної ілюстрації: прямокутник, еліпс, лінії та многокутники. Контури також можна створювати за допомогою ручки або олівця. Інструмент «Заповнення» дозволяє заливати обмежені ділянки векторних об'єктів.
- Імпортування растрових зображень та використання їх для статичних фонів або анімованих ресурсів.
- Експортування готових анімацій у різні формати файлів, зокрема: Ogg Theora, AVI, MPEG, SWF. Також їх можна експортувати як послідовність зображень у форматі PNG, JPEG або SVG.
- До останніх випусків додано базову підтримку автоматичного розрахунку проміжних кадрів для зміни розташування, кольору, обертання, масштабу, нахилу та щільності.
- Панель «Бібліотека» дозволяє впорядковувати та повторно використовувати імпортовані мультимедійні ресурси.

## Подальший розвиток
З першими випусками досягнуто мети стати інструментом для ознайомлення цифрових художників-початківців зі світом анімації. Подальша розробка спрямована на досягнення професійного рівня, який дозволить досвідченим користувачам створювати анімацію професійної якості.
Планується підтримка частинок, звуку, ключових кадрів, морфінгу та скелетної анімації з кістками, зворотною кінематикою та поворотами.